# Heil dir im Siegerkranz
Píseň Heil dir im Siegerkranz byla v letech 1795–1871 pruskou národní hymnou. Po založení Německého císařství 1871 se stala císařskou hymnou. Zněla při vlasteneckých událostech se vztahem k císaři, jako byla výročí nástupu na trůn, narozeniny, i při pohřbech, a také o Sedanském dni/Sedantag (výročí bitvy u Sedanu) a při oslavách založení říše. Neměla zcela oficiální povahu, obdobně jako Stráž na Rýně/Wacht am Rhein.
První verzi písně vytvořil Heinrich Harries, a zveřejnil v listu „Flensburger Wochenblatt für Jedermann“ 27. ledna 1790 pod názvem „Píseň pro dánské poddané ku zpívání o narozeninách našeho krále na melodii anglické národní písně God save George the King“ u příležitosti narozenin krále Kristiána VII. Začínala slovy: „Heil dir, dem lieben Herrscher des Vaterlands! Heil Christian dir!“ Ve verzi, přepsané na pruského krále Fridricha Viléma II. (autor přepracování byl Balthasar Gerhard Schumacher), zveřejněné 17. prosince 1793 jako „Berliner Volksgesang“ v „Berlinischen Nachrichten von Staats- und gelehrten Sachen“ (list znám pod zkráceným názvem „Spenersche Zeitung“) s podtitulem „God Save the King“, byla rovněž uvedena stejná melodie. Brzy populární píseň dostala punc oficiality poté, co byla hrána v berlínském Královském národním divadle (Königlichen Nationaltheater) v přítomnosti krále 25. května 1795.

## Melodie
Za 1. sv. války začala shoda melodií s britskou hymnou vadit. Berlínský skladatel Hugo Kaun spolu s nakladatelem, komerčním radou a říšským poslancem Juliem Heinrichem Zimmermannem se pokusili složit na text „Heil dir im Siegerkranz“ novou melodii. Ignorovali při tom, že „God Save the King“ představovala etalon monarchistické vlastenecké písně, jelikož i jiné knížecí a královské hymny se zpívají na stejnou melodii. Například ruská carská hymna v letech 1816–1833 ("Molitva Ruskych"), bavorská „Heil unserm König, Heil!“, později i lichtenštejnská hymna Oben am jungen Rhein. Kromě monarchií měla tuto melodii také starší švýcarská hymna Heil Dir Helvetia  a americká píseň „My Country, 'Tis of Thee“.

## Text písně
Vítězný věnec, v textu opěvovaný, se má vztahovat k vytlačení francouzské armády z Falci a Porýní za 1. koaliční války pruským vojskem krále Fridricha Viléma II. Po založení Německého císařství bylo v textu slovo König (král) nahrazeno slovem Kaiser (císař).
| německý text | dobový český překlad (Hlučínsko?)                                                                                                 |
| --- | --- |
| 1. Heil dir im Siegerkranz, Herrscher des Vaterlands! Heil, Kaiser, dir! Fühl in des Thrones Glanz Die hohe Wonne ganz, Liebling des Volks zu sein! Heil Kaiser, dir!         | Sláva Ti, Vítězný, vládče přelíbezný, sláva Ti buď! Ciť, králi, docela, jaká to slast skvělá, lidu miláčkem být. Sláva Ti buď     |
| 2. Nicht Roß und Reisige Sichern die steile Höh', Wo Fürsten steh'n: Liebe des Vaterlands, Liebe des freien Manns Gründet den Herrscherthron Wie Fels im Meer.                | Ne voják válečný činí trůn bezpečný jímž vládne král. Jen láska krajanů, svobodných občanů jak skála na moři zjišťuje trůn        |
| 3. Heilige Flamme, glüh', Glüh' und erlösche nie Fürs Vaterland! Wir alle stehen dann Mutig für einen Mann, Kämpfen und bluten gern Für Thron und Reich!                      | |
| 5. Dauernder stets zu blüh'n Weh' unsre Flagge kün Auf hoher See! Ha, wie so stolz und hehr Wirfst über Land und Meer Weithin der deutsche Aar Flammenden Blick.              | |
| 6. Sei, Kaiser Wilhelm, hier Lang' deines Volkes Zier, Der Menschheit Stolz! Fühl' in des Thrones Glanz, Die hohe Wonne ganz, Liebling des Volkes zu sein! Heil, Kaiser, dir! | Viléme Bedřichu, buď nám vždy v potěchu, buď pýchou nám! Ciť králi docela, jaká to slast skvělá, lidu miláčkem být, sláva Ti buď! |